# Danny Dorn
Pour les articles homonymes, voir Dorn.
Daniel Casey Dorn (né le 20 juillet 1984 à San Dimas, Californie, États-Unis) est un joueur de premier but et voltigeur de baseball qui en 2016 évolue pour les Nexen Heroes de l'Organisation coréenne de baseball (KBO).
Il évolue en 2015 avec les Diamondbacks de l'Arizona de la Ligue majeure de baseball.

## Carrière
Joueur des Titans de l'université d'État de Californie à Fullerton, Danny Dorn est repêché à deux reprises : par les Devil Rays de Tampa Bay au 23e tour de sélection en 2005, puis par les Reds de Cincinnati au 32e tour en 2006. Il signe son premier contrat avec ces derniers, puis joue en ligues mineures dans l'organisation des Reds de 2006 à 2012. Libéré de son contrat par Cincinnati au cours de la saison de baseball 2012, il rejoint les Tigers de Détroit et évolue avec leur club-école de Toledo jusqu'à la conclusion de la saison 2013, puis rejoint les Diamondbacks de l'Arizona l'année suivante.
Après avoir passé 2014 avec les Aces de Reno, club-école des Diamondbacks, Danny Dorn fait à l'âge de 30 ans ses débuts dans le baseball majeur avec Arizona le 21 avril 2015 et récolte un but-sur-balles à son premier passage au bâton, comme frappeur suppléant face aux Rangers du Texas.
Il rejoint pour 2016 les Nexen Heroes de la KBO, en Corée du Sud.